# Аурора Бореалис (филм)
Аурора Бореалис је романтични драмски филм из 2005. у режији Џејмса Си Берка (James C.E. Burke) са Џошуом Џексоном, Доналдом Сатерлендом, Џулијет Луис и Луиза Флечер у главним улогама. 

## Радња
Данкан је незапослени младић који покушава да се избори са смрћу свог оца пре десет година. Радња филма смештена је у Минеаполис у Минесоти.
Данканови бака и деда, Роналд и Рут усељавају се у стан са веома лепим погледом. Рон тврди да је са балкона видео северно светло звано Аурора Бореалис. Рону се стање убрзо погоршава као последица Алцхајмерове болести . Кејт је домаћа помоћница Рона и Рут.
Да би био близак са баком и дедом, Данкан проналази посао као мајстор у згради у којој бораве. Тамо упознаје Кејт и њих двоје се брзо заљубљују. У међувремену, Данкан се брине о Рону и помаже Рону да се избори са његовим стањем.
Данкан не жели да напусти град у коме је одрастао. Није у стању да се ослободи страха од прошлости и туге због очеве смрти. Рон га гура да уради нешто са својим животом. Он каже Кејт да Данкану треба неко ко може да га натера на акцију. Кејт такође предлаже Данкану да настави са својим животом.
Кејт објављује да је одлучила да се пресели у Сан Дијего. Ово боли Данкана, али он још увек није спреман да оде.
Рон жели да оконча свој живот и беду. Он тражи од Данкана да му купи чауре за његову сачмарицу. У тренутку очаја, Данкан пуни сачмарицу и даје је Рону, али он није у стању да постави пиштољ тако да може прстом да повуче окидач. Пиштољ опали и Данкан трчи унутра. Рон га прати, али доžивљава срчани удар и умире.
Кејт одлази у Сан Дијего и Данкан се опрашта. Када је стигла до свог новог места, она угледа Данкана на прагу, спремног да свом животу да нови почетак.

## Улоге
- Џошуа Џексон као Duncan Shorter
- Steven Pasquale као Jacob Shorter
- Katie Griffin као Sandy
- Zack Ward као Lindstrom
- Tyler Labine као Finn
- Доналд Садерланд као Ronald Shorter
- Луиза Флечер као Ruth Shorter
- Mark Andrada као Clerk
- Џулијет Луис као Kate
- Judy Sinclair као Linda Shorter
- John Kapelos као Stu
- Dorion Davis као Lucy
- Timm Sharp као Hacksetter